# Tây Hồ (phường)
Tây Hồ là một phường thuộc thành phố Hà Nội, thủ đô của Việt Nam. Phường được hình thành trên cơ sở sáp nhập các phường Bưởi, một phần phường Phú Thượng và phường Xuân La, Nhật Tân, Quảng An, Tứ Liên, Yên Phụ, Thụy Khuê của quận Tây Hồ cũ và một phần phường Nghĩa Đô quận Cầu Giấy cũ, trong đợt Sáp nhập tỉnh, thành Việt Nam 2025.

## Hành chính
Phường Tây Hồ được thành lập theo Nghị quyết số 1656/NQ-UBTVQH15 của Ủy ban Thường vụ Quốc hội Việt Nam, ban hành ngày 16 tháng 6 năm 2025. Theo đó, sắp xếp toàn bộ diện tích tự nhiên, quy mô dân số của phường Bưởi, một phần diện tích tự nhiên, quy mô dân số các phường Phú Thượng và phường Xuân La, Nhật Tân, Quảng An, Tứ Liên, Yên Phụ, Thụy Khuê của quận Tây Hồ cũ và  một phần diện tích tự nhiên, quy mô dân số phường Nghĩa Đô quận Cầu Giấy cũ, để thành lập phường Tây Hồ.
Sau sắp xếp phường có diện tích tự nhiên 10,56 km2, quy mô dân số 93.595 người. Phía Đông tiếp giáp phường Hồng Hà (ranh giới đi theo đường An Dương Vương - đường Âu Cơ - đường Nghi Tàm), phía Tây tiếp giáp phường Xuân Đỉnh, Nghĩa Đô (ranh giới đi theo đường Võ Chí Công), phía Nam tiếp giáp phường Ngọc Hà, Ba Đình (ranh giới đi theo đường Thanh Niên - đường Thụy Khuê - đường Mai Xuân Thưởng - đường Hoàng Hoa Thám và đường ranh giới quận cũ), phía Bắc tiếp giáp phường Phú Thượng, Hồng Hà (ranh giới đi theo đường Võ Chí Công - đường An Dương Vương) Trụ sở Phường dự kiến đặt tại số 657 Lạc Long Quân.